# Oxymetopon filamentosum
Oxymetopon filamentosum är en fiskart som beskrevs av Fourmanoir, 1967. Oxymetopon filamentosum ingår i släktet Oxymetopon och familjen Ptereleotridae. Inga underarter finns listade i Catalogue of Life.